# シェファード・フラット風力発電所
シェファード・フラット風力発電所（シェファード・フラットふうりょくはつでんしょ、英語: Shepherds Flat Wind Farm）はアメリカ合衆国オレゴン州の風力発電所。オレゴン州東部モロー郡とギリアム郡にまたがって存在する。導入する発電量で845MWとしており、世界でも最大級の発電所の一つである。州規制当局によって2008年に承認され、2009年に着工した発電所はケイスネス・エナジーが設置し、ゼネラル・エレクトリック製2.5MW風力発電機が利用され、サザン・カリフォルニア・エジソン社に電力を供給する計画である。オレゴン州に毎年1600万ドルの経済効果を与えると見積もられている。2012年9月に公式開所した。

## 概要
発電所はオレゴン州東部のモロー郡とギリアム郡にまたがって存在しており、多くはギリアム郡に建てられている。オレゴン州は開発者を援助するため施設用地に税制上の優遇措置を与えているが、計画では運営によってギリアム郡に500万ドルの税や手数料収入が得られることが期待されている。発電所は完全に私有地で、おおよそオレゴンアーリントンの南東8km、オレゴン州道19号線と74号線の間にある。建設計画では140kmの送電線と発電所内の78km2の施設内での道路の建設などがあり、400人の雇用を発生させることが期待されている。
この事業の計画は2002年に始めて構想され、105MWの計画であったが、2004年により大規模な計画に変更された。その後事業計画は2006年に州に提出され、2008年に第1工期の発電設備が送電を開始することを計画していた。初期の計画では303機の風力発電機で最大909MWを発電するとしており、これは当時オレゴン州で発電されていた風力由来の電力の二倍の発電量であった。発電所はいくつかの区画に分かれており、2つの大区画の間にはウィロウ・クリーク風力発電所(Willow Creek Wind Farm)が存在する。
2008年に州規制当局に承認され、2009年に起工した。現在の事業構想では、GEウィンドエナジーが製造し、それぞれ最大2.5MWの発電量を持つ338機のGE2.5XL型風力発電機を設置する予定で、この発電機の導入はアメリカ初となる。これらの発電機と10年の保守点検契約の費用は合計で14億ドルで、20億ドルの計画の見積もりで最大の経費となっている。2010年12月、アメリカ合衆国エネルギー省 (DOE) は計画に130万ドルの融資保障を提供した。融資保証の保険料は連邦政府景気刺激資金から融資制度パートナーシッププログラムを通して支払われる。最大の発電量は845MWとされ、見積もりで毎年20億kWhを生産し、一般家庭235,000戸に十分な電力を供給できるとされる。運用開始後は、施設はおおよそ35人の正社員を雇うこととなる。発電所はオレゴン州にとって毎年1600万ドルの経済効果をもつと見積もっている。
2011年4月、グーグルはGEが発表した、伊藤忠商事の子会社、住友商事などを投資家とする5億ドルの投資パッケージの一部として、この計画に1億ドルを投資したと発表した。住友商事はこの共同出資額の5億ドルのうち2億ドルを出資したとしている。施設は2012年9月22日に公式に開所した。

## 懸念
計画には納税者監視団体やいくつかのブログによって提起された懸念が存在する。彼らはこの地域の大規模な私有牧場の所有者が、すでに数十年に渡り年数千万ドルの連邦政府の助成金に加えさらに風力産業への納税者補助の恩恵を受けていると同時に土地を貸し出すことで発電機1台当たり最大で年12,000ドルの地権料を受け取っている、と指摘している。部分的に政府助成された風力計画によって恩恵を受ける、あるいはすでに受けているいくらかの地元の農場主は2008年の一年間の農業助成で100万ドル近くを受け取っていると発表された。

## 註
1. 1 2 3 4  Mills, Erin (2009年7月17日). “Shepherds Flat farm lifts off”. East Oregonian（英語版） 2009年12月11日閲覧。 [リンク切れ]
2. ↑  Sickinger, Ted (2009年11月28日). “Tax dollars blow away in wind projects”. オレゴニアン 2009年12月11日閲覧。
3. 1 2  “Oregon wind farm could be world's largest”. ポートランド・ビジネス・ジャーナル（英語版）. (2008年7月28日) 2009年12月11日閲覧。
4. 1 2 3 4 5  Yousuf, Hibah (2009年12月10日). “GE to supply world's largest wind farm”. CNNMoney.com 2009年12月11日閲覧。
5. ↑  Holman, James (2008年8月11日). “Wind farms whip up health fears for Oregon residents near turbines”. オレゴニアン 2009年12月11日閲覧。
6. ↑  “California company plans wind farm in Oregon”. AP通信. (2006年7月19日) 2009年12月11日閲覧。
7. ↑  “Shepherd’s Flat Wind Farm”. Wind Power.   Renewable Energy Development (2008年8月5日). 2009年12月11日閲覧。
8. ↑  Gunderson, Laura (2008年7月26日). “Unanimous yes vote advances”. オレゴニアン 2009年12月12日閲覧。
9. ↑  Cockle, Richard (2009年3月26日). “Oregon wind farms whip up noise, health concerns”. オレゴニアン 2009年12月12日閲覧。
10. 1 2  “DOE LPO finalizes deal on the World’s largest Wind Project to date”.  アメリカ合衆国エネルギー省 (2010年12月17日). 2010年12月18日閲覧。
11. ↑  “World's largest wind farm coming to Oregon”. ポートランド・ビジネス・ジャーナル. (2009年12月10日) 2009年12月12日閲覧。
12. ↑  Needham, Rick (2011年4月18日). “Official Google Blog: Shepherding the wind”. 公式グーグルブログ. 2011年4月18日閲覧。
13. ↑  Witkowski, Wallace (2011年4月18日). “Google, others invest $500 mln in GE wind farm”. マーケットウォッチ（英語版）. 2011年4月19日閲覧。
14. ↑  “ニュースリリース2011 世界最大の風力発電事業「シェファード・フラット」への参画について”.  伊藤忠商事 (2011年4月19日). 2014年5月27日閲覧。
15. ↑  “米国において世界最大級の風力発電プロジェクトに参画”.  住友商事 (2011年4月19日). 2014年5月17日閲覧。
16. ↑  “Shepherds Flat wind farm opens Saturday in eastern Oregon”. オレゴニアン. (2012年9月21日) 2012年9月26日閲覧。
17. ↑  Eilperin, Juliet (2010年4月16日). “Pentagon objections hold up Oregon wind farm”. ワシントン・ポスト
18. ↑  “FAA and Air Force Ground Wind Farm Development”. 2012年12月12日閲覧。
19. ↑  “Priority Smackdown: Alternative Energy Vs. The Pentagon”. 2011年11月16日閲覧。